# Конституция СССР 1924 года
Конститу́ция СССР 1924 года — первый основной закон Союза Советских Социалистических Республик; был утверждён Вторым съездом Советов СССР 31 января 1924 года.
Государственное устройство на базе советской власти и диктатуры пролетариата, закреплённое в Конституции 1924 года, отражало многонациональный характер Советского Союза.
По некоторым оценкам, принятие Конституции способствовало признанию СССР иностранными державами.
По мере необходимости в текст Конституции вносились изменения и дополнения. В 1936 году была принята новая Конституция СССР.

## История принятия
30 декабря 1922 года Первый Съезд Советов СССР утвердил Декларацию и Договор об образовании СССР. Договор подписали представители четырёх республик: РСФСР, УССР, БССР и Закавказская Советская Федеративная Социалистическая Республика (в состав которой входили Грузия, Армения, Азербайджан и Абхазия, последняя с 1936 года в составе Грузии). Каждая из республик уже имела свою конституцию. Съезд принял решение о разработке общесоюзной конституции. 10 января 1923 года Президиум ЦИК СССР образовал 6 комиссий для подготовки будущей Конституции:
- комиссию по созданию положений о СНК, СТО и наркоматах СССР
- бюджетную комиссию
- комиссию по разработке положения о Верховном Суде СССР и ОГПУ
- комиссию по утверждению государственного флага и герба СССР
- комиссию по выработке положения о ЦИК СССР и его членах
- комиссию по персональному составу наркоматов и коллегий.

26—27 июня проект Конституции был обсуждён, дополнен и одобрен Пленумом ЦК РКП(б). 6 июля II сессия ЦИК СССР одобрила проект Конституции СССР и приняла постановление «О введении в действие Конституции Союза Советских Социалистических Республик». 31 января 1924 года Конституция была единогласно принята Вторым съездом Советов.

## Структура Конституции 1924 года
Конституция СССР состояла из двух разделов:
- Декларация об образовании СССР
- Договор об образовании СССР.

### Декларация об образовании СССР
В декларации были сформулированы принципы объединения (добровольность и равноправие), особый характер национальной политики Советского государства. Она не просто декларировала создание Союза. Она задавала ему цель, будучи пронизана царившим в то время чаяньем мировой революции.
Цитаты из Декларации:
- «Со времени образования советских республик государства мира раскололись на два лагеря: лагерь капитализма и лагерь социализма.»
- «доступ в Союз открыт всем социалистическим советским республикам как существующим, так и имеющим возникнуть в будущем»
- «новое союзное государство … послужит верным оплотом против мирового капитализма и новым решительным шагом по пути объединения трудящихся всех стран в Мировую Социалистическую Советскую Республику».

### Договор об образовании СССР
Договор в редакции Конституции 1924 года включал 11 глав:
- Глава I. Предметы ведения верховных органов власти Союза Советских Социалистических Республик
- Глава II. О суверенных правах союзных республик и о союзном гражданстве
- Глава III. О Съезде советов СССР
- Глава IV. О Центральном Исполнительном Комитете СССР
- Глава V. О Президиуме ЦИК СССР
- Глава VI. О Совете народных комиссаров СССР
- Глава VII. О Верховном суде СССР
- Глава VIII. О народных комиссариатах СССР
- Глава IX. Об Объединённом государственном политическом управлении
- Глава X. О союзных республиках
- Глава XI. О гербе, флаге и столице СССР

## Основные положения Конституции 1924 года
Первая союзная Конституция дала исчерпывающий перечень предметов ведения. По Конституции к исключительному ведению Союза были отнесены:
- внешние отношения и торговля,
- решение вопросов о войне и мире,
- организация и руководство вооружёнными силами,
- общее руководство и планирование экономики и бюджета,
- разработка основ законодательства (общесоюзная юстиция).

Утверждение и изменение основных начал Конституции находились в исключительной компетенции Съезда Советов СССР. За союзной республикой сохранялось право выхода из СССР, территория могла быть изменена только с её согласия. Устанавливалось единое союзное гражданство.
Верховным органом СССР объявлялся Съезд Советов СССР, избиравшийся от городских Советов и от губернских съездов Советов. При этом устанавливалась система непрямых выборов делегатов Съезда.
В период между съездами верховным органом власти был Центральный Исполнительный Комитет (ЦИК) СССР, который состоял из Союзного совета (избираемого съездом из представителей республик пропорционально населению) и Совета национальностей (составленного из представителей союзных и автономных республик).
В промежутках между сессиями ЦИК СССР высшим законодательным органом был Президиум ЦИК СССР (избиравшийся на совместном заседании палат), который мог приостанавливать действие постановлений съездов советов союзных республик и отменять постановления СНК СССР, Наркоматов СССР, ЦИК и СНК союзных республик.
ЦИК СССР формировал высший исполнительный и распорядительный орган — Совет народных комиссаров СССР, в который входил председатель СНК, его заместители и десять наркомов.
Изменение статуса союзных республик в процессе образования СССР выразилось в том, что они стали частью федеративного союза и попадали в подчинение его органов власти и управления. Юрисдикция республиканских органов стала распространяться на те сферы и вопросы, которые не составляли исключительную компетенцию Союза. Интересы республик были представлены в структурах союзных органов (Президиум ЦИК СССР, Совет национальностей) их представителями.
По Конституции центр получал значительные полномочия для контролирования периферии. Конституция ставила целью создание новой политической культуры — «пролетарской по содержанию и национальной по форме», и представляла собой компромисс между коммунистическими планами всеобщего объединения и национальными традициями.